# Sperber (Schiff, 1864)
Die Sperber war ein Schiff der Jäger-Klasse, einer Klasse von insgesamt fünfzehn Dampfkanonenbooten II. Klasse der Königlich Preußischen Marine, der Marine des Norddeutschen Bundes sowie der Kaiserlichen Marine.

## Bau und Dienstzeit
Die Mitte 1859 bei der Stettiner Werft Domcke in Auftrag gegebene Sperber lief am 14. Februar 1860 gemeinsam mit ihrem Schwesterschiff Scorpion vom Stapel. Im Herbst desselben Jahres wurde das Schiff zum Stützpunkt der Kanonenboote auf den Dänholm überführt und dort eingemottet, ohne dafür offiziell in Dienst gestellt worden zu sein.
Dies geschah erst mit dem Ausbruch des Deutsch-Dänischen Krieges, für den die Sperber am 11. Februar 1864 aktiviert wurde. Das Kanonenboot wurde der III. Flottillen-Division zugeteilt und nahm am Seegefecht bei Jasmund (1864) gegen dänische Kriegsschiffe teil. Während des Gefechts musste die Sperber ihr Schwesterschiff Hay abschleppen, da dessen Maschinenanlage zusammengebrochen war. Nach Kriegsende wurde das Schiff wieder auf dem Dänholm außer Dienst gestellt.
Erst über vier Jahre später, am 29. Juni 1869, wurde die Sperber zu Versuchszwecken wieder aktiviert, jedoch nur für wenige Tage. Bereits am 9. Juli wurde das Schiff, diesmal in Kiel, wieder außer Dienst gestellt. Zu Beginn des Deutsch-Französischen Krieges wurde sie am 19. Juli 1870 wieder in Dienst gestellt und nach Cuxhaven verlegt, wobei das Schiff Jütland umrundete. Anschließend gehörte die Sperber zur Verteidigung der Jade-Mündung, wurde dann aber bereits am 12. Oktober in Geestemünde außer Dienst gestellt und erhielt Wilhelmshaven als neuen Liegehafen zugeteilt.
Im August 1872 wurde das Kanonenboot durch den Eider-Kanal nach Kiel überführt, wo es überholt und modernisiert wurde. Dabei wurde auch die bisherige Bewaffnung ausgebaut und durch eine Ringkanone 15 cm L/22 ersetzt. Ab dem 15. Juni 1875 wurde die Sperber zwei Jahre lang als Tender der Marinestation der Ostsee eingesetzt und am 31. Mai 1877 letztmals außer Dienst gestellt.

## Verbleib
Die Sperber wurde am 12. November 1878 aus der Liste der Kriegsschiffe gestrichen und anschließend als Prahm in Kiel aufgebraucht.

## Kommandanten
| 11. Februar bis 20. Oktober 1864 | Fähnrich zur See / Unterleutnant zur See / Leutnant zur See Goeker |
| 29. Juni bis 9. Juli 1869        | Leutnant zur See Gustav Stempel                                    |
| 19. Juli bis 12. Oktober 1870    | Leutnant zur See Franz von Kyckbusch                               |
| 5. bis 22. August 1872           | Leutnant zur See Franz Kuhn                                        |
| Juni 1875                        | Leutnant zur See Maschke                                           |
| Juni bis August 1875             | Kapitänleutnant Albert von Seckendorff                             |
| August 1875 bis Mai 1876         | Leutnant zur See / Kapitänleutnant Hans Sack                       |
| Juni bis September 1876          | Leutnant zur See Freiherr von Löwenstein                           |
| September 1876 bis April 1877    | Kapitänleutnant Felix Bendemann                                    |
| April bis 31. Mai 1877           | Unterleutnant zur See Ernst Rottok                                 |